# 三食ごはん
『三食ごはん』（さんしょくごはん、原題：삼시세끼〈サムシセッキ〉）は、韓国のテレビチャンネルtvNにて2014年10月17日に放送開始した料理に関するバラエティ番組である。
プロデューサーのナ・ヨンソクが本番組と「花より○○」シリーズの斬新な試みと番組の人気が評価されて2015年5月に第51回百想芸術大賞でTV部門の大賞を受賞した。
現在、シーズン9まで放送している。

## 概要
韓国バラエティーのプロデューサーであるナ・ヨンソクが制作に携わる出演者による食材探しや料理を行う、料理・バラエティ番組である。
番組の内容は主に韓国で活躍している話題の俳優・タレントなどを起用し、出演者が小さな田舎や漁村（シリーズによって変わる）に行き、その地域に週に3日住むことになる。基本自給自足であり、食料はその地域で採れるものを自ら探したり採ったりしている。1日3回の食事を出演者自ら調理を行い、その場で採れたものを料理をする。放送中の際に料理紹介がある。シーズン中に活躍している俳優がゲスト出演することもあり、自ら手伝うこともあれば手伝わされることもある。

## シリーズ一覧

### シーズン1（旌善編 part1）全１１話〈2014年〉
- 内容　暮らしの掟はが一つ決まっており、毎食決められたメニューを畑で育てた食材と家にある調味料・調理器具を使って作り、一日三食しっかり食べることである。
- 出演者　イ・ソジン、オク・テギョン（2PM）、キム・グァンギュ（途中参加）

### シーズン2（漁村編 part1・晩才島）全９話〈2015年〉
- 内容　今回は初の離島となる。内容は前シリーズと同じである
- 出演者　チャ・スンウォン、ユ・ヘジン、ソン・ホジュン（途中参加）

### シーズン3（旌善編 part2）全１８話〈2015年〉
- 出演者　イ・ソジン、オク・テギョン（2PM）、キム・グァンギュ

### シーズン4（漁村編 part2・晩才島）全１０話〈2015年〉
- 出演者　チャ・スンウォン、ユ・ヘジン、ソン・ホジュン

### シーズン5（コチャン編）全１２話〈2016年〉
- 内容　今回は石を植えてもジャガイモが出来ると言われる豊かな土地での撮影。シリーズ初のレギュラー出演者が4人体制となっており、また漁村チームが内陸撮影としては初となる。
- 出演者　チャ・スンウォン、ユ・ヘジン、ソン・ホジュン、ナム・ジュヒョク

### シーズン6（漁村編 part3・得粮島）全１２話〈2016年〉
- 山チームが初めて漁村編に参戦。島撮影するのは初となる。

- 出演者　イ・ソジン、エリック（神話）、ユン・ギュンサン

### シーズン7（海辺の牧場編）全１２話〈2017年〉
- 内容　題名通り牧場が存在しており、動物の餌やりなどある。
- 出演者 　イ・ソジン、エリック（神話）、ユン・ギュンサン

### シーズン8（山村編）全１１話〈2019年〉
- 内容　シリーズ初の女性出演者になる。
  - 出演者　ヨム・ジョンア、ユン・セア、パク・ソダム

### シーズン9（漁村編 part5）全１１話〈2020年〉
- 内容　コロナ禍での新型コロナウィルス対策をした上での撮影になる。出演者から「コロナ禍で疲れ切った人々に笑いで少しでも癒しを与えられたら」と意気込みのコメントがあった。また、ユン食堂の出演者がコロナの関係上、予定していた撮影ができなかったためゲストとして参加している。
- 出演者　チャ・スンウォン、ユ・ヘジン、ソン・ホジュン

## 日本での放送
現在の日本での放送はCS放送のみである。韓国系音楽専門チャンネルMnetと女性チャンネル♪ LaLa TVにて放送されている。日本での放送の際は吹き替えなしの字幕のみで放送している。なお、地上波での放送は、現在のところ未放送である。
また、CS放送以外で視聴可能なのはABEMA、GYAO!、Paravi、hulu　フジテレビオンデマンドなどのインターネットテレビと動画配信サイトにて視聴可能である。